# Shiba inu
Shiba Inu (柴犬,  japanski) je pasmina lovačkih pasa iz Japana. Srednja pasmina, najmanja je od šest izvornih pasmina porijeklom iz Japana.
Shiba Inu je izvorno uzgajan za lov. Izgleda slično i često se smatra drugim japanskim pasminama kao što su Akita Inu ili Hokkaido, ali Shiba Inu je drugačija pasmina s jasnom krvnom linijom, temperamentom i manjom veličinom od ostalih japanskih pasmina.
Taj maleni, brzi pas, koji je prilagođen uvjetima života u planinskom podneblju.

## Opis i ponašanje
Ovo je kompaktan pas, s vrlo razvijenim mišićima. Mužjaci su visoki 35–43 cm kod hrbata. Ženke su visoke 33–41 cm kod hrbata. Preferirana veličina je ona srednja za svaki spol. Prosječna težina je oko 10 kg za mužjake, a oko 8 kg za ženke. Ima kratku dlaku crvenkaste, crne ili oker boje.
Shiba inu je samostalan i inteligentan pas, kao i većina starih rasa pasa. Ponekada ih je teško trenirati, ali ako ih se obučava od rane dobi, postaju vrlo ugodnog temperamenta. Trebali bi uvijek biti na uzici kada su vani, jer imaju instinkt da love druge životinje. Mogu živjeti između 12 i 15 godina, u prosjeku.